# Красноставці (Кам'янець-Подільський район)
Красноста́вці — село в Україні, у Чемеровецькій селищній громаді Кам'янець-Подільського району Хмельницької області.

## Назва
Місцева легенда розповідає, що у давні часи в селі було багато гарних та красивих ставків. І люди через це на їхню честь назвали поселення - Красноставці, тобто "красні ставки".

## Географія
Подільське село Красноставці розкинулось на південному заході України, за 20 кілометрів від Кам’янця-Подільського. Селом тече річка Жванчик. Біля села проходить автошлях регіонального значення Р48 Кам'янець-Подільський — Сатанів.

## Історія
Перша згадка про поселення в 1565 році. В першій половині XVII століття більшість жителів користувались пів лановими польовими ділянками, а збіднілі господарі обробляли наділи площею 3,5 - 4 га (четверть лану).
В 1820 році село належало поміщикам: Станіславу Яновському, баронесі Гонораті Гарсдорф і Августині Малевич,та Фросині Піотровській. Пізніше селом володіли поміщики: баронеса Гарсдорф, а частиною земель володів Орининський поміщик Садовський. У 1846 році при сприянні священика Крижанівського була побудована кам'яна церква під одним куполом місцевими прихожанами і поміщиком Гарсдорфом. Вона була названа Косьмо-Дем'янська. В 10-у п'ятницю після Пасхи в селі щорічно відбувався великий збір богомольців із сусідніх сіл.
Згідно інвентаризації станом на 1.03.1850 року у поміщика Оскара Іововича Гарсдорфа повинно було бути: кріпаків - 162 чоловіки і 166 жінок. В дійсності виявилось 209 чоловіків і 218 жінок.
Звільнення з кріпосної залежності в селі проходила повільно. Поміщик Гарсдорф гальмував вихід селян із його власності. Повністю викуп селян розпочався з листопада 1863 року. Викупилося 68 дворів з населенням 203 душі і з викупом 414 дес. землі.
В 1884 році в селі при церкві було відкрито церковно-приходську школу, де навчалось 19 учнів і викладав один учитель. У 1892 році до церкви були добудовані дерев'яні приміщення школи на кошти прихожан.
Внаслідок поразки визвольних змагань на початку XX століття, село надовго окуповане російсько-більшовицькими загарбниками.
30 березня 1922 р. було організовано сільськогосподарське товариство по промислу і кредиту, під назвою "Сніп", яке об'єднувало 7 сімей. 23 листопада 1922 р. в селі було організовано сільське кредитово-кооперативне товариство, яке називали "Серп" і до березня 1923 р. це товариство об'єднувало 61 сім'ю. На базі поміщицької садиби в селі у 1928 р. було організовано товариство по спільному обробітку землі, яке назвали ім. Т.Г. Шевченка. У 1929 р. в селі було організовано друге товариство по спільному обробітку землі (ТСОЗ), яке називали "Червона нива", які в 1931 р об'єдналися в сільськогосподарську артіль ім. Карла Маркса.
Радянська окупація принесла колективізацію та розкуркулення, мешканці села зазнали репресій.
В 1932–1933 селяни села пережили сталінський голодомор. Померло за час голодомору - 25 людей.
Для забезпечення електроенергією господарських приміщень колгоспу і жителів села, У 1937 р. була побудована електростанція. Потужність її становила 35 квт. год. З 1940 р. ТЕС продовжувала працювати, потужність її становила 35 кВт. Год. А за 1939рік вона виробила 69 тис. кВт. Год. енергії.
В селі створено початкову чотирирічну школу, де навчалося 32 учні. В 1936 р. в селі було завершено ліквідацію неписьменності і мало письменності серед дорослого населення.
В 1937 р. в селі було розпочато будівництво клубу. В 1938р. було відкрито фельдшерсько-акушерський пункт і родильний будинок де до війни працював один фельдшер.
Село було окуповане фашистами 11 липня 1941 р. Окупація тривала 994 дні. Фашисти насильно вивезли в Німеччину 486 односельчан, в тому числі 298 жінок.
Красноставці було звільнено 2 квітня 1944 р. З полів боїв не вернулись 165 воїни-односельчани.
В 1974р. відкрили поштове відділення зв'язку.
9 травня 1987 р. в селі було відкрито новий пам'ятник воїнам односельчанам, які загинули в роки Великої Вітчизняної війни. Пам'ятник побудовано колгоспом "Росія".
З 1991 року в складі незалежної України.
15 вересня 2016 року шляхом об'єднання сільських територіальних громад, село увійшло до складу Чемеровецької селищної громади, до цього органом місцевого самоврядування була Красноставська сільська рада.
До адміністративної реформи 19 липня 2020 року село належало до Чемеровецького району, після ліквідації, увійшло до складу Кам'янець-Подільського району.
22 червня 2023 року рішенням №230 Національної комісії зі стандартів державної мови віднесено до списку населених пунктів, які «можуть не відповідати лексичним нормам української мови», зокрема стосуватися «російської імперської чи колоніальної політики». Громаді рекомендовано обґрунтувати доцільність збереження поточної назви або запропонувати нову назву в установленому законодавством порядку.

## Інфраструктура
Село  газифіковане. Прокладено водопровід - 3 км. На території Красноставської сільської ради знаходиться: приватне підприємство ВП "Агрофірма "Жванчик". ТОВ Волочиськ Агро, загально - освітня школа І - III ступенів, дитячий садок, сільський клуб, ФАП, цех по виготовленню олії та гречаної крупи.

## Населення
Кількість населення за даними перепису 2001 року 1149 осіб.
У 2024 році населення становить 863 осіб.

### Мова
Розподіл населення за рідною мовою за даними перепису 2001 року:
| Мова                | Відсоток |
| ------------------- | -------- |
| українська          | 98,87%   |
| російська           | 1,04%    |
| інші/не визначилися | 0,09%    |

## Найвідоміші уродженці
- Шреєр-Ткаченко Онисія Яківна (1905—1985) — український музикознавець, музичний педагог.
- Головатюк Олександр Давидович (1922) — Герой Радянського Союзу, Звання було присвоєно 22 лютого 1944 року.
- Фаль Галина Петрівна — депутат Верховної Ради УРСР 8-9-го скликання.
- Головко Микола Арсентійович — українській аграрій.
- Головатюк Роман Юрійович(1995—2024)— молодший сержант, учасник російського вторгнення в Україну, заслужений майстер спорту.

### Поховані
- Запоточний Сергій Михайлович (10.11.1967 - 05.10.2016) - солдат 72 ОМБр, учасник російсько-української війни

## Охорона природи
Село лежить у межах національного природного парку «Подільські Товтри».

## Світлини

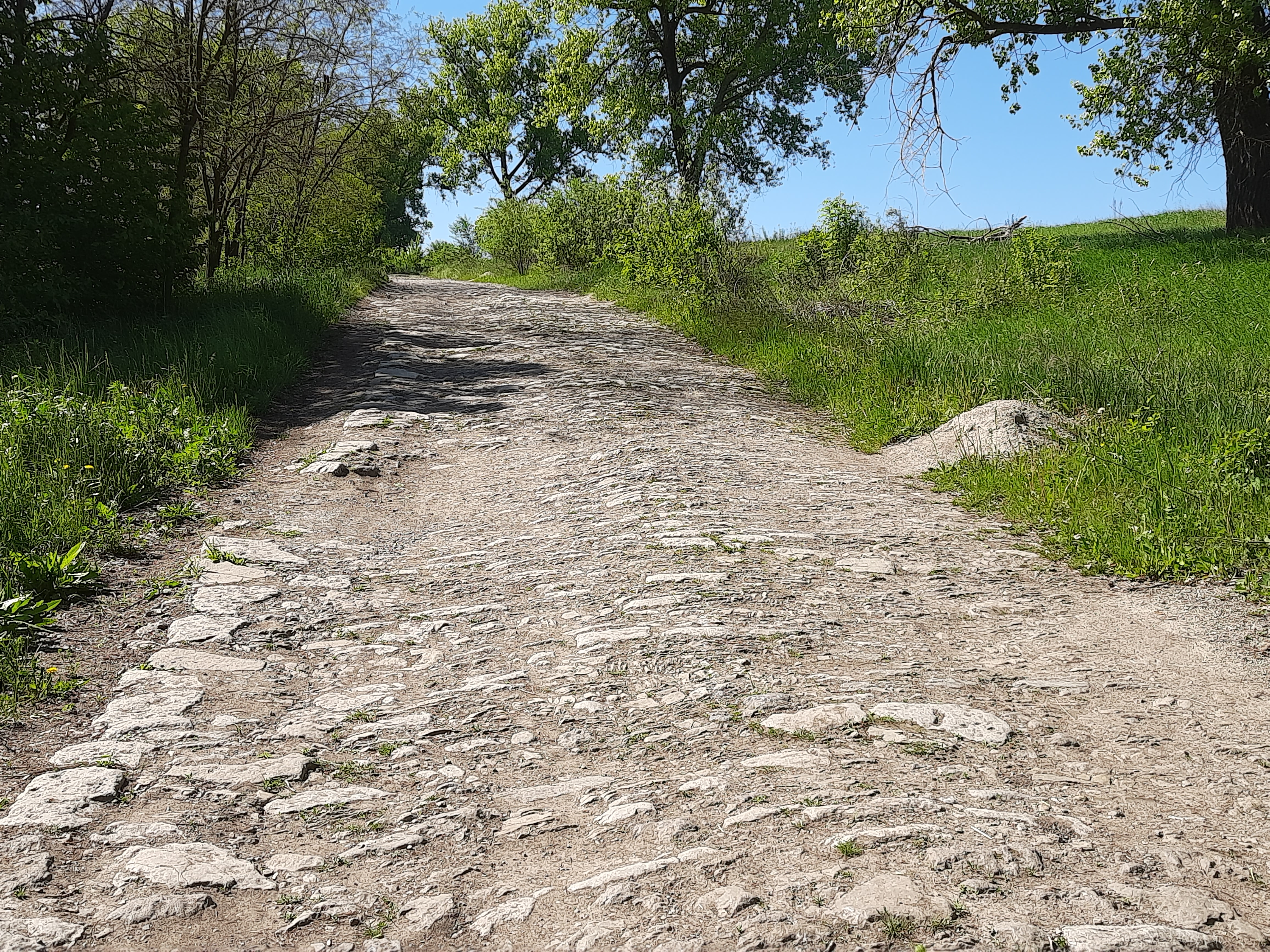
Стара кам'яна дорога з Кочубієва до Красноставців
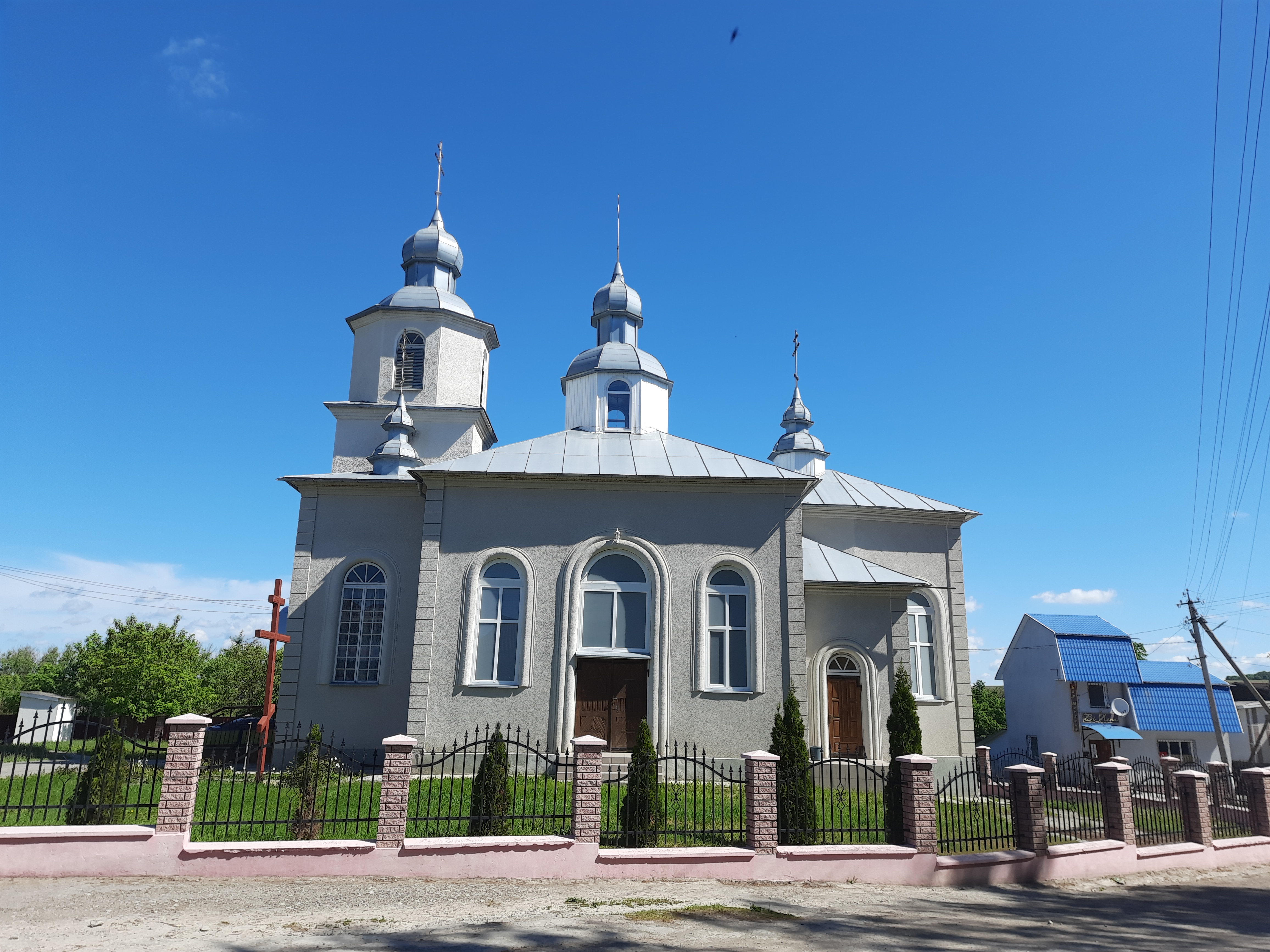
Церква Святих Косми і Даміана
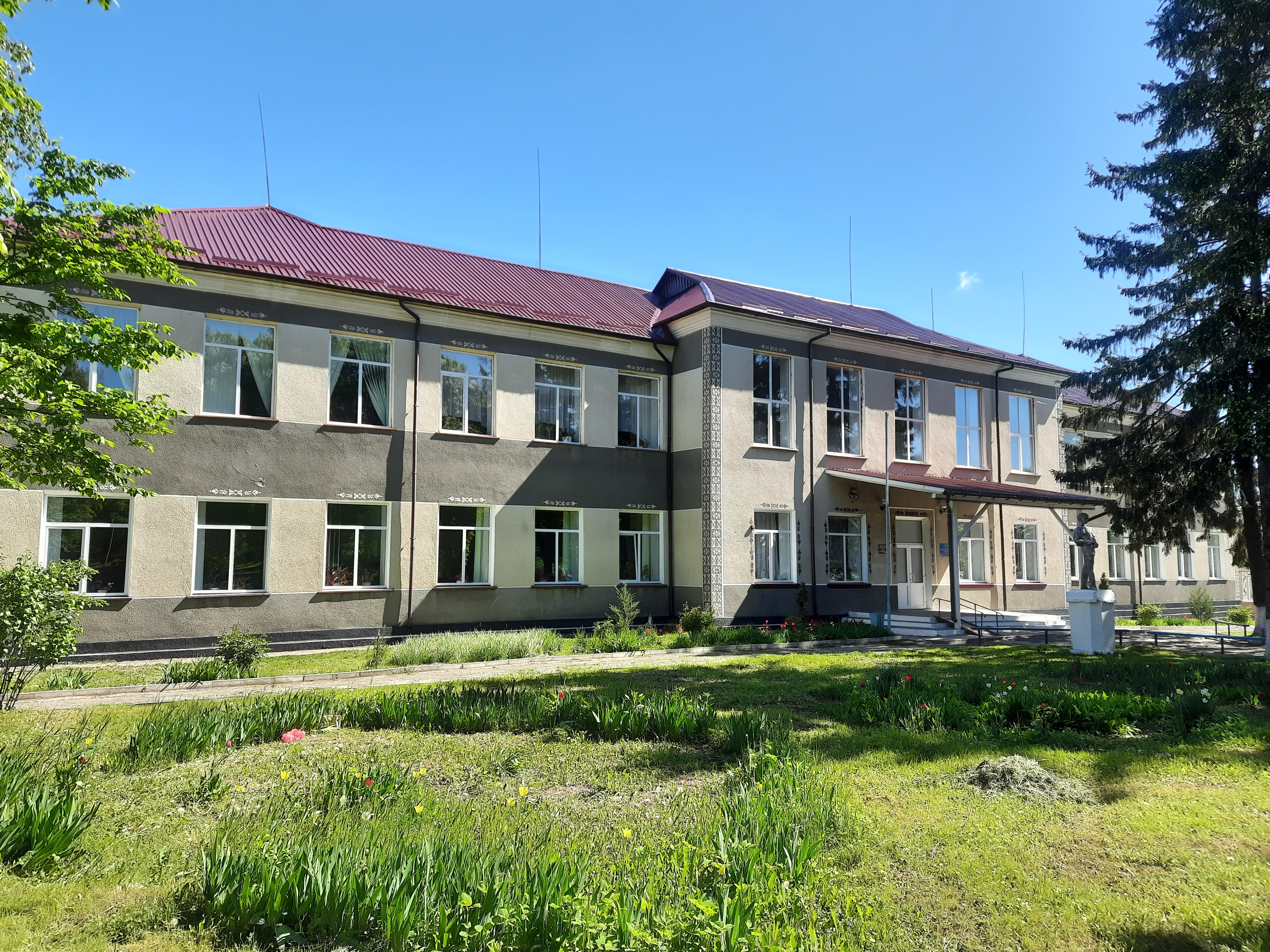
Школа
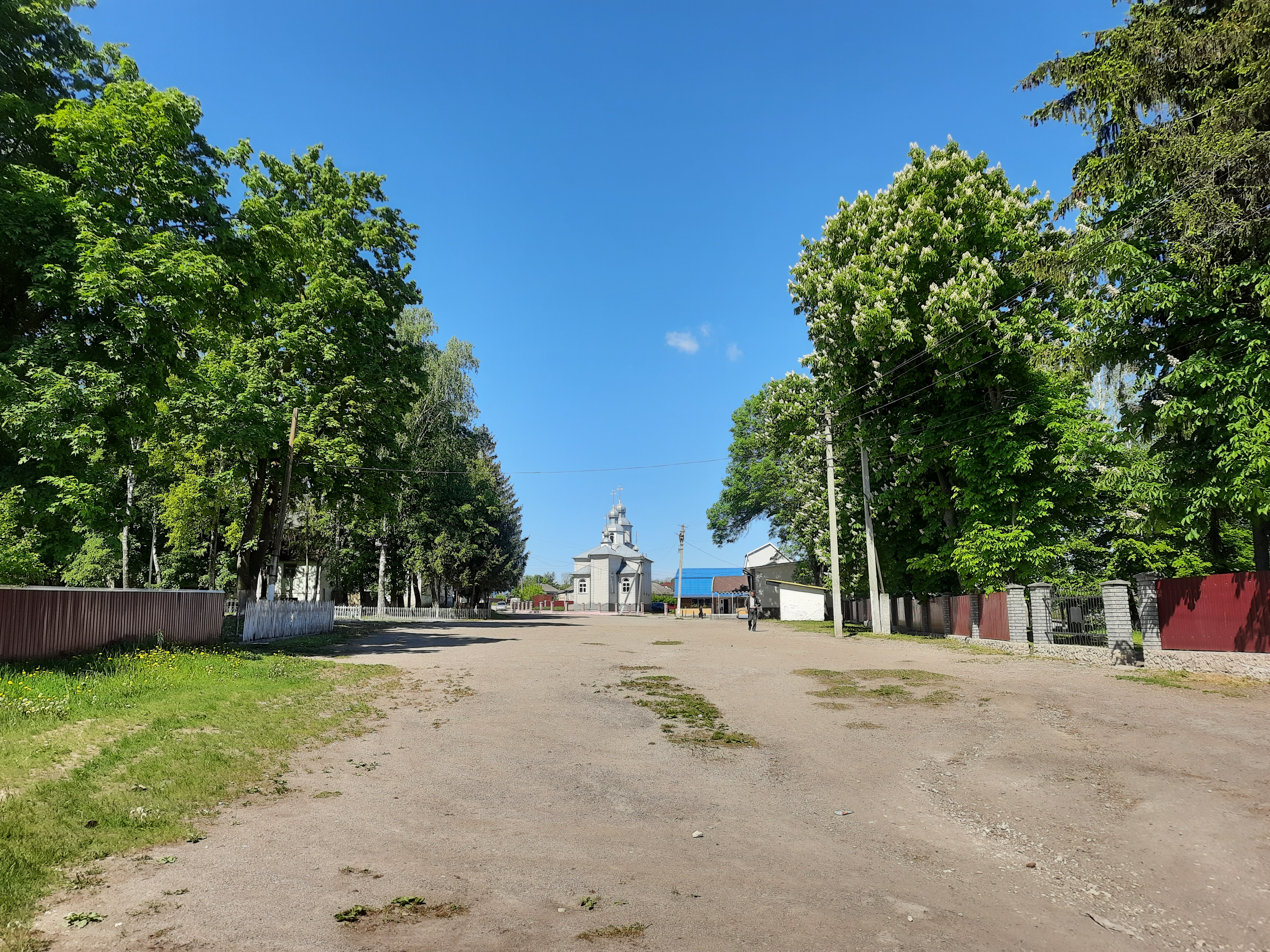
Центральна вулиця
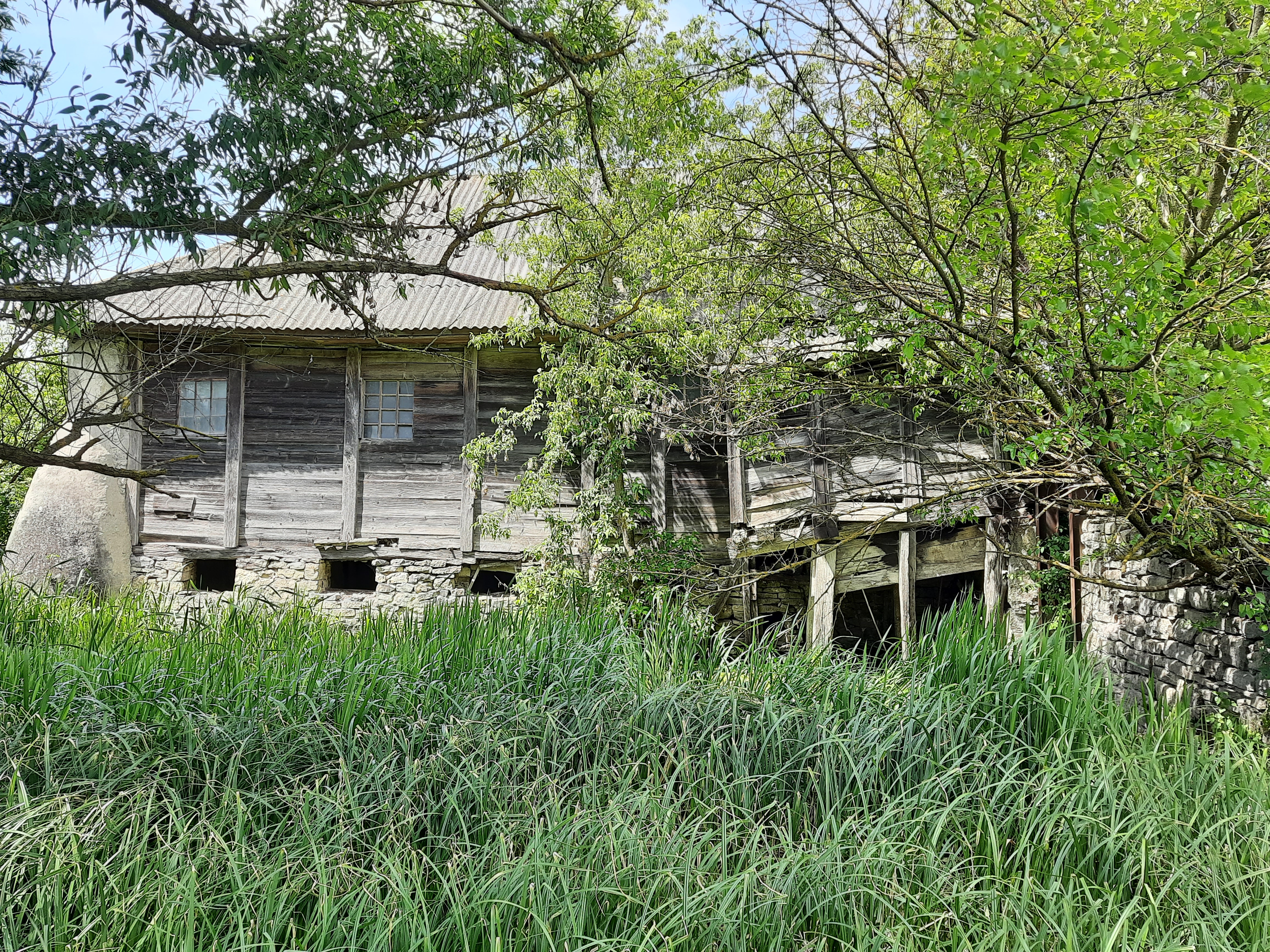
Старий дерев'яний млин на річці Жванчик
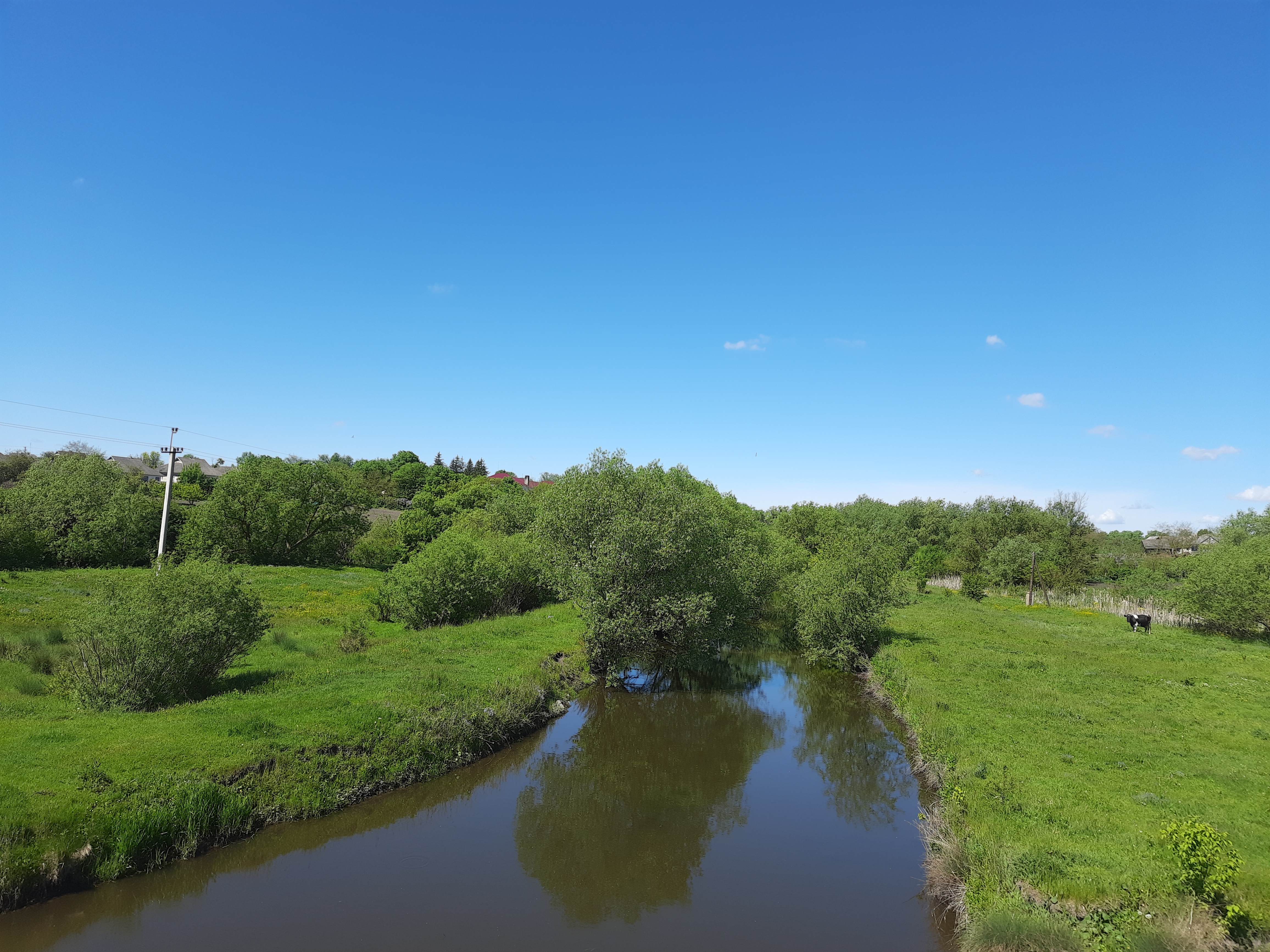
Річка Жванчик біля села